# Fiorella Ghilardotti
Fiorella Ghilardotti (Castelverde, 25 giugno 1946 – Milano, 13 settembre 2005) è stata una sindacalista e politica italiana.

## Biografia

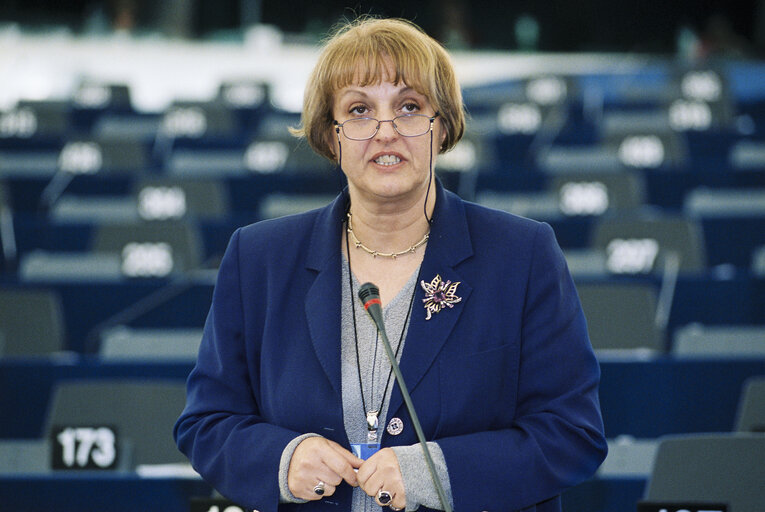
Fiorella Ghilardotti al Parlamento Europeo nel 2002.

Laureata in economia e commercio, svolse per anni la professione di insegnante per poi entrare nella CISL nel 1975.
Segretaria confederale a Milano di tale sindacato, nel 1990 venne eletta consigliere regionale come indipendente con il Partito Comunista Italiano e poco dopo aderì al Partito Democratico della Sinistra. Dal 12 dicembre 1992 al 3 giugno 1994 fu presidente della Lombardia, che attraversava in quel momento un delicato periodo politico nell'ambito dell'inchiesta di Tangentopoli, guidando un esecutivo di minoranza di sinistra con l'appoggio esterno di socialisti, democristiani e radicali. La sua esperienza governativa si chiuse a causa della nascita del movimento di Forza Italia, a cui aderirono due assessori della sua giunta e che sconfisse pesantemente le forze progressiste nei risultati locali delle elezioni politiche del 1994; rimane tuttora l'unica donna ad aver presieduto la regione Lombardia dalla sua istituzione nel 1970.
Nel giugno del 1994 venne eletta parlamentare europea per il PDS, incarico che confermò anche nel 1999 con i DS. Nel 2004, al termine della sua seconda esperienza a Strasburgo, entrò nel comitato regionale dei Democratici di Sinistra: in seguito le fu chiesto di candidarsi a sindaco di Cremona, ma rifiutò l'offerta. È morta il 13 settembre 2005 all'età di 59 anni per un tumore al fegato.

## Riconoscimenti
Sono state intitolate a Fiorella Ghilardotti i circoli del Partito Democratico di Cassina de' Pecchi (12 dicembre 2009), di Milano-Porta Venezia e di Nerviano.